# Península Alemana

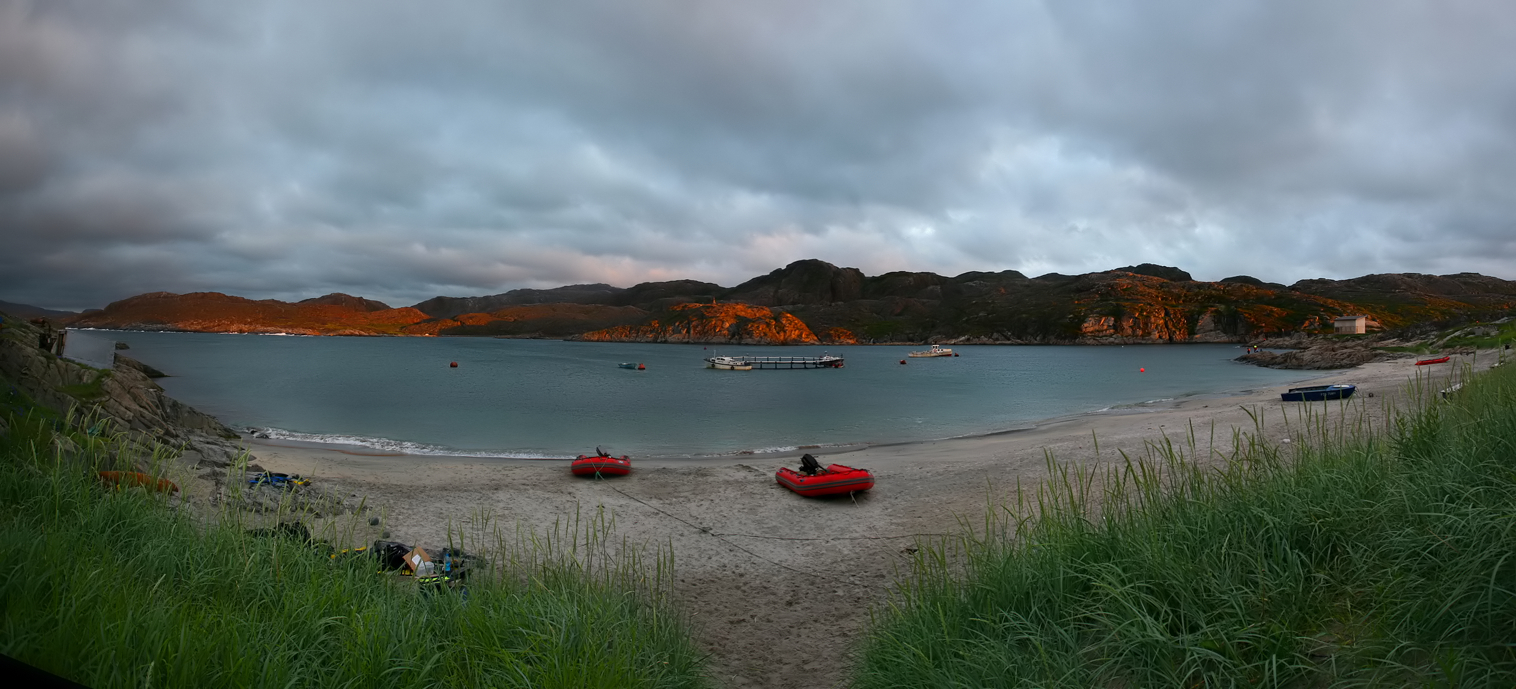

Mapa de la Península Alemana (en ruso)

La península Alemana (en ruso: Немецкий полуостров) es una península en la región del lejano norte de Rusia europea continental. La península está conectada al continente por un istmo delgado; así, la península está casi completamente rodeada por agua. Administrativamente,  está incluido al raión de Pechenga del óblast de Múrmansk y está a varias horas de Múrmansk.

## Historia
Después de la Revolución rusa y la desintegración del Imperio ruso, la península Alemana (en finés: Nurmensaari) quedó como parte de Finlandia. La península fue transferida a la Unión Soviética (específicamente a la RSFS de Rusia) después de la Segunda Guerra Mundial en 1945.